# Pablo Bellido
Pablo Bellido Acevedo (La Línea de la Concepción, Cádiz, 23 de abril de 1976) es un político español. En la actualidad ostenta el cargo de presidente de las Cortes de Castilla-La Mancha, en la X Legislatura del parlamento de esta comunidad autónoma. Fue elegido  en sesión plenaria el 19 de junio de 2019 con un total de 23 votos de los 33 emitidos en la cámara, los 19 del Grupo Parlamentario del PSOE y los cuatro del Grupo Parlamentario de Ciudadanos. 
Fue alcalde de Azuqueca de Henares (Guadalajara) entre el año 2007 y 2015. Desde marzo de 2012 es también secretario general del PSOE en la provincia de Guadalajara y de 2016 a 2019 fue diputado en el Congreso de los Diputados por la provincia de Guadalajara.

## Biografía
Se licenció en Derecho en la Universidad de Alcalá de Henares y compaginó sus estudios con la participación activa en el mundo asociativo y en los movimientos sociales. En el año 2002 comenzó a trabajar como asesor del entonces alcalde de Azuqueca de Henares, Florentino García Bonilla, y se integró en Juventudes Socialistas de España, donde fue miembro de la Ejecutiva Regional y del Comité Federal.
Fue en listas a las elecciones municipales del 2003 por el PSOE. Durante la legislatura 2003-2007 fue concejal de Comercio, Consumo y Relaciones Institucionales del Ayuntamiento de Azuqueca de Henares; fue representante del PSOE en la Comisión de Cooperación al Desarrollo de la Federación Española de Municipios y Provincias (FEMP) y representante de los ayuntamientos en la Comisión Interterritorial de Cooperación al Desarrollo. También durante esa época fue cofundador de la Red de Ciudades y Pueblos Sostenibles de Castilla-La Mancha y miembro de la Comisión Permanente de esta Red.
En las elecciones municipales de mayo de 2007 se presentó por primera vez como candidato a la Alcaldía de Azuqueca de Henares por el PSOE. En ellas, su partido obtuvo un 41,54 por ciento de los votos (9 concejales), IU un 12,26% (2 concejales) y el PP un 43,67% (10 concejales). Sin embargo, la falta de acuerdo entre IU y PSOE propició que el PP accediese al gobierno municipal en minoría. En julio de 2007, Pablo Bellido fue nombrado delegado de Turismo y Artesanía del Gobierno de Castilla-La Mancha en la provincia de Guadalajara.
En diciembre de 2007, PSOE e IU presentaron una moción de censura al Gobierno municipal del PP de Azuqueca de Henares, que desembocó en un Gobierno de coalición entre ambas formaciones presidido por Pablo Bellido, que fue elegido alcalde de Azuqueca de Henares el 18 de diciembre de 2007. Compatibilizó este cargo con el de delegado provincial de Turismo y Artesanía hasta febrero de 2008, fecha en la que cesó en esta responsabilidad para dedicarse en exclusivad a la Alcaldía de Azuqueca de Henares.
En las elecciones de 2011 volvió a presentarse como candidato a la Alcaldía de Azuqueca de Henares; por el PSOE, ganándolas por mayoría absoluta por primera vez en la historia del municipio. Un 47,91 por ciento de los votos emitidos fueron para el PSOE (11 concejales), un 38,34 para el PP (9 concejales) y un 7,12 para IU (1 concejal). En la campaña electoral de 2011, Pablo Bellido defendió la limitación a dos mandatos para los cargos políticos de ciudades de más de 20.000 habitantes y manifestó su compromiso de que esa sería la última legislatura en el Gobierno municipal de Azuqueca.
Desde marzo de 2012 es también secretario general del PSOE en la provincia de Guadalajara, tras ser elegido con el 87,18 por ciento de los votos en el XIII Congreso provincial del PSOE de Guadalajara. Además, es secretario de Cooperación e Inmigración en la Ejecutiva Regional del PSOE en Castilla-La Mancha.
Tras 8 años en la alcaldía, en las elecciones de 2015 no se presentó haciendo cumplir su modelo de mandato de dos legislaturas, pasando el cargo al exconcejal de Hacienda, José Luis Blanco Moreno. Tras ello, de manera honorífica pasó a ser el número 21 de la lista del PSOE de Azuqueca de Henares;
Para las elecciones de 2016, Pablo Bellido fue elegido como cabeza de lista por la provincia de Guadalajara, al sustituir a María Luz Rodríguez Fernández. Tras las elecciones, resulta elegido en calidad de diputado.

## Cargos desempeñados
- Concejal de Comercio, Consumo y Relaciones Institucionales del Ayuntamiento de Azuqueca de Henares (mayo de 2003-mayo de 2007)
- Delegado de Turismo y Artesanía del Gobierno de Castilla-La Mancha en la provincia de Guadalajara (julio de 2007-febrero de 2008)
- Alcalde de Azuqueca de Henares (desde diciembre de 2007)
- Secretario general del PSOE en la provincia de Guadalajara (desde marzo de 2012)